# Cormega
Cormega, geboren als Cory McKay (Brooklyn (New York)), is een Amerikaanse rapper. Cormega werd eerst bekend om zijn eerdere vriendschap en latere ruzie met Nas, evenals voor zijn geschillen met Def Jam Recordings.

## Biografie

### De jaren 1990
McKay groeide op in de Queensbridge Projects, waaruit ook Nas, Mobb Deep, Tragedy Khadafi en Capone van Capone-N-Noreaga voortkwamen. Zoals niet ongewoon is in het gebied, verdiende hij zijn brood met drugshandel. Voordat hij in 1991 een gevangenisstraf van vijf jaar moest uitzitten, nam hij twee nummers op met het duo PHD (Poet & Hot Day): Straight Up & Set it Off.
Nas, die destijds zijn beste vriend was, wijdde een regel aan hem in het nummer One Love, geschreven als een brief: What's up with Cormega, did you see 'em, are y'all together? op zijn eerste lp Illmatic, uitgebracht in 1994. In 1996 werd Nas' tweede album It Was Written uitgebracht. Op het achtste nummer van het album Affirmative Action verschijnen Cormega, Nas, AZ & Foxy Brown, beide uit Brooklyn, voor het eerst als The Firm, die o.a. door Dr. Dre en de Trackmasters zouden worden geproduceerd. Nas' manager Steve Stoute legde een contract voor bij Cormega voor het The Firm-project, dat hij weigerde. Daarom werd Cormega vervangen door de rapper Nature, ook uit Queensbridge. Zijn eerder opgenomen bijdragen aan het album The Firm werden verwijderd. Er zijn twee versies van het nummer La Familia, een met Cormega, die nooit officieel werd uitgebracht en een met Nature, die werd uitgebracht op de single van het nummer I'll be van Foxy Brown. Er is ook een remix van het nummer Affirmative Action, dat werd uitgebracht op de B-kant van Nas' single Street Dreams.
Sindsdien staat Cormega op gespannen voet met zowel Nas als met Nature. Hij publiceerde verschillende disctracks tegen de twee, waaronder Fuck Nas & Nature, A Slick Response & Realmatic. Nas verwees naar Cormega in de nummers Stillmatic Freestyle en Destroy and Rebuilt. Het succes van Affirmative Action maakte Def Jam opmerkzaam op Cormega en nam hem onder contract. Het debuut solo-album The Testament zou in 1998 worden uitgebracht, maar werd herhaaldelijk uitgesteld door Def Jam. Ontevreden met de situatie, bevrijdde het label hem van zijn contract in 2000. The Testament, bij sommigen bekend als The Greatest LP Never Heard, was alleen lange tijd beschikbaar als bootleg, sommige nummers circuleerden op internet. Op het album staat ook het nummer One Love, dat een antwoord is op Nas' One Love en ook als brief is geschreven. Daar beschrijft Cormega de gebeurtenissen in Nas' One Love vanuit zijn gezichtspunt.

### De jaren 2000
In 2001 werd het album The Realness uitgebracht via het legale door hem opgerichte label Hustle Records. In 2002 bracht hij zijn tweede lp The True meaning uit, die de «Underground Album of the Year»-prijs won van het tijdschrift The Source. In het nummer Love in Love out vertelt hij zijn versie van de ruzie met Nas. Beide albums verkochten elk naar schatting 100.000 exemplaren. Uiteindelijk verscheen in 2004 een labelcompilatie van Legal Hustle, waarop, naast het nieuwe label MC Kira, hiphopgrootheden als Ghostface Killah, M.O.P., Kurupt en AZ te horen zijn. In 2007 en 2008 hielp Cormega bij producties voor The Jacka en Mob Figaz. Daarnaast werd de dvd inclusief soundtrack Who Am I? gepubliceerd, die Cormega biografisch vertegenwoordigt. Het nieuwe album Urban Legends wordt aangekondigd op de dvd, maar zal in Born And Raised verschijnen in 2009.

### De jaren 2010
In juli 2014 werd het album Mega Philosophy, dat volledig werd geproduceerd door Large Professor, uitgebracht met de single Industry. AZ, Redman en Styles P werkten mee aan het nummer Mars, Raekwon op het nummer Honorable.

## Discografie

### Albums
- 2001: The Realness
- 2002: The True Meaning
- 2004: Legal Hustle
- 2005: The Testament
- 2009: Born and Raised
- 2014: Mega Philosophy

### Gastoptredens (selectie)
- 1999: What's Ya Poison – Mobb Deep Murda Muzik
- 2000: Three – Prodigy HNIC
- 2000: Cormega [skit] – Tony Touch The Piece Maker
- 2000: Da Bridge 2001 – Nas & Ill Will Records Presents QB's Finest
- 2000: Straight outta QB – Nas & Ill Will Records Presents QB's Finest
- 2001: Loyalty – Screwball Loyalty
- 2001: We Gon Buck – Lake Entertainment Presents: The 41st Side
- 2002: U Crazy – The Beatnuts The Originators
- 2005: Reckless – Dayton Family Family Feud
- 2010: Born Survivor – Inspectah Deck Manifesto
- 2014: The Tunnel – Onyx Wakedafucup

- International Standard Name Identifier: 0000 0000 3639 2430
- Library of Congress Control Number: n2004070063
- MusicBrainz: 6e437c13-304a-4b5e-afd0-ec9540c96c9d
- Virtual International Authority File: 60937207
- WorldCat: E39PBJktrJcT4QBRDDvJkGPhHC